# Список рослин, які використовують у медицині
Цей список містить деякі з найпоширеніших лікарських рослин. 

## А
- Абрикоса (Prunus armeniaca, також Armeniaca vulgaris)
- Авраамове дерево невинне, вітекс священний (Vitex agnus-castus)
- Авран лікарський (Gratiola officinalis)
- Аґрус (Ribes uva-crispa)
- Азадірахта індійська, нім (Azadirachta indica)
- Аїр, лепеха (Acorus)
- Айва довгаста (Cydonia oblonga)
- Айлант найвищий (Ailanthus altissima)
- Айстра альпійська (Aster alpinus)
- Акація сенегальська[en], гуміарабік (Acacia senegal)
- Аконіт волотистий (Aconitum paniculatum)
- Актинідія коломікта (Actinídia kolomíkta)
- Алое вера (Aloe vera)
- Алое деревоподібне (Aloe arborescens)
- Амарґо[en] (Quassia amara)
- Анемона дібровна (Anemone nemorosa)
- Аніс звичайний (Pimpinella anisum)
- Анфельція складчаста(інші мови) (Ahnfeltia plicata), агар
- Апельсин солодкий (Citrus sinensis)
- Аралія висока або маньчжурська (Aralia elata або Aralia mandshurica)
- Арніка гірська (Arnica montana)
- Арніка гірська (Arnica montana)
- Артишок посівний або іспанський (Cynara scolymus або Cynara cardunculus)
- Евтерпа овочева, асаї (Euterpe oleracea)
- Ферула смердюча, асафетида (Ferula assa-foetida)
- Аспідистра (Aspidistra)
- Аспленій сколопендровий, листовик сколопендровий (Asplenium scolopendrium або Phyllitis scolopendrium)
- Астрагал данський (Astragalus danicus)
- Астрагал монгольський[en], астрагал перетинчастий (Astragalus propinquus)
- Астрагал нутовий, Астрагал хлопунець (Astragalus cicer)
- Астрагал солодколистий (Astragalus glycyphyllos)

## Б
- Багно звичайне (Ledum palustre або Rhododendron tomentosum)
- Багрина звичайна, лаконос американський (Phytolacca americana)
- Бадан товстолистий (Bergenia)
- Барбарис звичайний (Berberis vulgaris)
- Бедринець ломикаменевий (Pimpinélla saxífraga)
- Безсмертки однорічні (Xeranthemum annuum)
- Беладона звичайна (Atropa belladonna)
- Береза бородавчаста (Betula pendula)
- Берест (Ulmus minor)
- Билинець комарниковий або довгоро́гий (Gymnadenia conopsea)
- Бирючина (Ligustrum)
- Білий гриб (Boletus edulis або Boletus bulbosus)
- Білозір болотяний (Parnassia palustris)
- Білоцвіт літній (Leucojum aestivum)
- Блекота чорна (Hyoscyamus niger), зубовик, люльник, німиця, собачий мак
- Блошниця звичайна, блошниця простерта (Pulicaria vulgaris)
- Бобівник трилистий (Menyanthes trifoliata)
- Бобові (Fabaceae або Leguminosae)
- Бодян справжній (Illicium verum)
- Болиголов плямистий (Conium maculatum) (крапчастий)
- Борщівник європейський (Heracleum sphondylium)
- Борщівник сибірський (Heracleum sibiricum), борщевник, борщаник, фруцик, щербач сибірський, солодка трава, лопуцьки
- Бруслина бородавчаста (Euonymus verrucosu)
- Брусниця звичайна (Vaccinium vitis-idaea)
- Будяк звичайний (Carduus acanthoides)
- Будяк (Carduus)
- Будяк різнолистий (')
- Бузина червона (Sambucus racemosa)
- Бузина чорна (Sambucus nigra)
- Бузок звичайний (Syringa vulgaris)
- Буквиця лікарська (Betonica officinalis або Stachys betonica)
- Буркун лікарський, буркун жовтий (Melilotus officinalis)
- Буряк звичайний, буряк столовий (Beta vulgaris)

## В
- Валер'яна лікарська (Valeriana officinalis)
- Верба (Salix)
- Верба біла (Salix alba)
- Вербена лікарська (Verbena officinalis)
- Верблюжа колючка (Alhagi)
- Вербозілля звичайне (Lysimachia vulgaris)
- Вербозілля лучне (Lysimachia nummularia)
- Верес звичайний (Calluna vulgaris)
- Вероніка лікарська (Veronica officinalis)
- Виноград (Vitis)
- Виноград справжній (Vitis vinifera)
- Вишня звичайна (Prunus cerasus)
- Вітанія снодійна, ашваґанда (Withania somnifera)
- Вовконіг європейський (Lycopus europaeus)
- Зюзник європейський (Lycopus europaeus) (Вовконіг європейський)
- Вовче лико, вовчі ягоди (Daphne mezereum)
- Вовче тіло болотяне (Comarum palustre або Potentilla palustris)
- Заразиха гілляста (Orobanche ramosa) (Вовчок гіллястий)
- Вовчуг польовий (Ononis arvensis)
- Водяний горіх (Trapa natans)
- Водянка чорна (Empetrum nigrum)
- Воловик лікарський (Anchusa officinalis)
- Волошка коростянкова (Centaurea scabiosa)
- Волошка лучна (Centaurea jacea)
- Волошка синя (Centaurea cyanus)
- Вороняче око (Paris)
- В'язіль барвистий, заяча конюшина (Securigera varia)

## Г
- Глаукс приморський або молочка приморська (Lysimachia maritima)
- Гадючник болотяний, лаба́зник (Filipendula ulmaria)
- Гамамеліс віргінський, чарівний горіх вірґінський (Hamamelis virginiana)
- Гарбуз звичайний (Cucurbita pepo)
- Гвоздика[en] (Strobilanthes callosus), гвоздика (пряність) (Syzygium aromaticum)
- Гвоздики крапчасті, гвоздики дельтоподібні (Dianthus deltoides)
- Геліотроп європейський (Heliotropium europaeum)
- Гикавка звичайна, гикавка сива, гикавка сіра (Berteroa incana)
- Гідрастис канадський[en], жовтокорінь (Hydrastis canadensis)
- Гіркокаштан звичайний (Aesculus hippocastanum) (Кінський каштан звичайний)
- Гірчак багатоквітковий (Polygonum multiflorum)
- Гірчиця сарептська (Brassica juncea або Sinapis juncea)
- Гісоп лікарський (Hyssopus officinalis)
- Глечики жовті, лата́ття жо́вте (Nuphar lutea)
- Глід колючий (Crataegus oxyacantha)
- Глід одноматочковий (Crataegus monogyna) і Глід двостовпчиковий (Crataegus laevigata), глід
- Глуха кропива біла (Lamium album або Lamium dumeticola)
- Гніздівка звичайна (Neottia nidus-avis)
- Горицвіт весняний (Adonis vernalis) (адоніс)
- Горицвіт літній (Adonis aestivalis)
- Горіх волоський або грецький (Juglans regia)
- Горлянка повзуча (Ajuga reptans)
- Горобейник лікарський (Lithospermum officinale)
- Горобина звичайна (Sorbus aucuparia)
- Горох посівний (Pisum sativum)
- Грабельки звичайні (Erodium cicutarium) (журавлині носики)
- Гранат звичайний (Punica granatum)
- Гребінник звичайний, гравілат міський (Geum urbanum)
- Гребінник прибережний, гравілат річковий (Geum rivale)
- Грейпфрут (Citrus paradisi)
- Гречка звичайна (Fagopyrum esculentum)
- Грицики звичайні (Capsella bursa-pastoris або Capsella hyrcana)
- Грудниця волохата (Galatella villosa або Crinitaria villosa)
- Груша біла
- Груша звичайна (Pyrus communis)
- Грушанка круглолиста (Pyrola rotundifolia)
- Гуаява яблучна (Psidium guajava)
- Гудія (Hoodia), гудія Ґордона[en] (Hoodia gordonii)
- Гуньба сінна (Trigonella foenum-graecum)

## Ґ
- Ґінкго дволопатеве (Ginkgo biloba)
- Ґринделія розчепірена (Grindelia squarrosa)

## Д
- Деревій звичайний (Achillea millefolium)
- Дерен справжній або звичайний, також кизил справжній (Cornus mas)
- Дерен справжній, кизил (Cornus mas)
- Дзвоники скупчені (Campanula glomerata)
- Дзвоники шорстковолосисті, дзвоники оленячі(Campanula cervicaria)
- Дивина ведмеже вухо (Verbascum thapsus)
- Дивина густоквіткова або великоцвіта (Verbascum densiflorum або Verbascum thapsiforme)
- Диня (Cucumis melo або Melo sativus)
- Дрік красильний, дрік фарбувальний, бріч (Genista tinctoria)
- Дуб звичайний, дуб черешчатий (Quercus robur або Quercus pedunculata) (дуб звичайний)
- Дудник китайський[en] (Angelica sinensis)
- Дурман звичайний (Datura stramonium) (дурман смердючий)
- Дягель лікарський, дудник лікарський (Angelica archangelica )
- Дягель лісовий, дудник лісовий (Angelica sylvestris)

## Е
- Евкаліпт кулястий (Eucalyptus globulus)
- Енотера (Oenothera)
- Енотера дворічна (Onagra biennis або Oenothera biennis)
- Еспарцет пісковий (Onobrychis arenaria)
- Ефедра, ставчак (Ephedra sinica)
- Ехінацея пурпурова (Echinácea purpúrea)
- Ешольція каліфорнійська, каліфорнійський мак садовий (Eschscholzia californica)

## Ж
- Жабник польовий (Filago arvensis)
- Жабриця однорічна (Seseli annuum)
- Жабурникові, водокрасові (Hydrocharitaceae)
- Жасмин лікарський (Jasminum officinale)
- Женьшень (Pánax)
- Живокіст лікарський (Symphytum officinale)
- Жимолость козолиста (Lonicera caprifolium), деревни́к козоли́стий, каприфо́лій, козоли́ст, козя́чий ли́стик
- Жовтець багатоквітковий (Ranunculus polyanthemos)
- Жовтець повзучий (Ranunculus repens)
- Жовтий осот городній (Sonchus oleraceus)
- Жовтозілля звичайне, дідик звичайний (Senecio vulgaris)
- Жовтофіоль садова (Erysimum cheiri)
- Жовтушник (Erysimum)
- Жостір проносний (Rhamnus cathartica)
- Журавець великокореневищний, герань великокореневищна (Geranium macrorrhizum)
- Журавець смердючий, герань робертова, герань Роберта (Geranium robertianum)
- Журавлина великоплідна, журавлина великоплідна, американська журавлина (Vaccinium macrocarpon)
- Журавлина (Oxycoccus)

## З
- Залізняк бульбистий (Phlomoides tuberosa)
- Заманиха висока (Oplopánax elátus або Echinopanax elatus)
- Звіробій звичайний (Hypericum perforatum)
- Зеленчук жовтий (Galeobdolon luteum або Lamium galeobdolon)
- Зірочник лісовий, зірочник ланцетолистий (Stellaria holostea) (зірочник лісовий)
- Зірочник середній (Stellaria media) (мокриця)
- Зміячка низька, козелець приосадкуватий, козелець низький (Scorzonera humilis )
- Зніт вузьколистий, хамеріон вузьколистий, іван-чай звичайний (Epilobium angustifolium або Chamerion angustifolium)
- Зозулинець пурпуровий (Orchis purpurea)
- Зозулинець шоломоносний (Orchis militaris)
- Зозульки плямисті, пальчатокорінник плямистий (Dactylorhiza maculata)
- Золототисячник звичайний, золототисячник малий (Centaurium erythraea або Centaurium umbellatum)
- Золотушник звичайний (Solidago virgaurea)

## І
- Імбир садовий, імбир лікарський (Zingiber officinale)
- Індійський лотос, східний лотос, горіхоносний лотос, лядвенець (Nelumbo nucifera)

## К
- Кавун (Citrúllus lanátus) їстівний (кавун звичайний)
- Кадило звичайне, кадило мелісолисте (Melittis melissophyllum)
- Каланхое (Kalanchoe )
- Калачики лісові (Malva sylvestris)
- Калина вічнозелена (Viburnum tinus)
- Калина звичайна (Viburnum opulus)
- Калізія запашна (Callisia fragrans)
- Калюжниця болотяна (Caltha palustris)
- Камфорник кущиковий, камфоросома монпелійська (Camphorosma monspeliaca)
- Канна[en], чанна (Sceletium tortuosum)
- Каперці трав'яні (Capparis herbacea або Capparis spinosa)
- Капуста городня (Brassica oleracea)
- Картопля (Solanum tuberosum)
- Касія західна[en]
- Касія золотиста, сена золотиста[en] (Senna auriculata)
- Кат їстівний (Catha edulis)
- Катарантус рожевий, барвінок рожевий (Catharanthus roseus)
- Квасениця звичайна (Oxalis acetosella)
- Квасоля звичайна (Phaseolus vulgaris)
- Кизильник чорноплідний (Cotoneaster melanocarpus)
- Китайський гіркий гарбуз (Momordica charantia)
- Китятки тонколисті (Polygala tenuifolia)
- Кінський часник (Alliaria)
- Клен звичайний (Acer platanoides) (клен гостролистий)
- Кліщинець плямистий, арум плямистий (Árum maculátum)
- Клопогін даурський, циміцифуга даурська (Cimicifuga dahurica)
- Клопогін китичний[en], циміцифуга гілляста або блощва́ гілляста (Actaea racemosa)
- Кмин звичайний (Carum carvi)
- Козельці лучні (Tragopogon pratensis) (козлобородник луговий)
- Козлятник лікарський (Galega officinalis)
- Кока (Erythroxylum coca)
- Комашник мухоносний, офрис комахоносна (Ophrys insectifera)
- Комонник лучний (Succisa pratensis)
- Конвалія звичайна (Convallaria majalis)
- Конґо, бололо, ґрава, евуро, етидот, онуґбу, ітюна, оріво, аввонвоно, чусар-докі, шувака, мулулуза, лабворі, алусія, ндоле, олубірізі  (Vernonia amygdalina)
- Конняку, гоняк (Amorphophallus konjac)
- Коноплі посівні (Cánnabis satíva)
- Конюшина лучна (Trifolium pratense)
- Конюшина польова (Trifolium arvense)
- Копитняк європейський (Asarum europaeum)
- Коріандр посівний (Coriandrum sativum)
- Коронарія зозуляча (Lychnis flos-cuculi)
- Косарики черепичасті (Gladiolus imbricatus)
- Котяча м'ята справжня (Nepeta cataria)
- Кратом (Mitragyna speciosa)
- Кремена гібридна, кремена лікарська (Petasites hybridus)
- Креозотовий кущ, чапараль (Larrea tridentata)
- Кріп (Anethum graveolens)
- Кропива дводомна, жалива велика, жалюча кропива, джиґу́ха, проке́ва, проки́ва (Urtica dioica)
- Кропива жалка (Urtica urens)
- Крушина ламка, крушина вільховидна, жостір ламкий (Frangula alnus)
- Кудрявець звичайний, кудрявець Софії, сухоребрик (Descurainia sophia)
- Кукіль звичайний (Agrostemma githago)
- Кукурудза звичайна (Zea mays)
- Кульбаба лікарська (Taraxacum officinale)
- Купина запашна (Polygonatum odoratum)
- Куркума довга (Curcuma longa)
- Кутра конопляна (Apocynum cannabinum)

## Л
- Лаванда вузьколиста, лаванда лікарська, лаванда (Lavandula angustifolia)
- Лавр благородний (Laurus nobilis)
- Ласкавець золотистий, вовчий зуб (Bupleúrum auréum)
- Латаття біле (Nymphaea alba)
- Лимон (Citrus limon)
- Лимонник китайський (Schizandra chinensis)
- Липа дрібнолиста (Tilia cordata)
- Лілія біла (Lilium candidum)
- Ліщина звичайна (Corylus avellana)
- Лобода біла (Chenopodium album)
- Лопух великий або справжній (Arctium lappa)
- Лохина (Vaccinium)
- Льон звичайний, льон-довгуне́ць, льон (Linum usitatissimum)
- Льонок звичайний (Linaria vulgaris)
- Любисток лікарський (Levisticum officinale)
- Любка дволиста (Platanthera bifolia)
- Люцерна посівна, люцерна сійна (Medicago sativa)

## М
- Магнолія великоквіткова (Magnolia grandiflora)
- Магнолія лікарська (Magnolia officinalis)
- Мак городній, мак снодійний (Papaver somniferum)
- Мак дикий (Papaver rhoeas)
- Маклюра оранжева (Maclura pomifera)
- Малина звичайна (Rúbus idáeus)
- Маруна дівоча (Tanacetum parthenium)
- Маслинка вузьколиста (Elaeagnus angustifolia)
- Материнка звичайна (Origanum vulgare)
- Маточник городній, змієголовник молдавський (Dracocephalum moldavica)
- Мачок жовтий (Glaucium flavum)
- Медунка лікарська (Pulmonaria officinalis)
- Мелалеука черговолиста [en], чайне дерево, олія чайного дерева (Melaleuca alternifolia)
- Меліса лікарська (Melissa officinalis)
- Миколайчики плоскі (Eryngium planum)
- Мірика звичайна (Myrica gale)
- Молочай кипарисовий (Euphorbia cyparissias)
- Молочай пурпурний[en] (Euonymus atropurpureus)
- Моринга масляниста або олійна (Moringa oleifera)
- Моринда лимонолиста, ноні (Morinda citrifolia)
- Морква звичайна або дика (Daucus carota)
- Мухомор червоний (Amanita muscaria)
- Мучниця звичайна (Arctostaphylos uva-ursi)
- М'ята перцева (Mentha piperita)
- М'яточник чорний (Ballota nigra)

## Н
- Нагідки лікарські (Calendula officinalis) (Календула лікарська)
- Наперсник пурпуровий (Digitalis purpurea)
- Наперсник вовнистий (Digitalis lanata)
- Наперстянка великоквіткова (Digitalis grandiflora)
- Настурція лікарська (Nastúrtium officinále)
- Незабудка польова (Myosotis arvensis)
- Неотінея обпалена, зозулинець обпалений (Neotinea ustulata)
- Нетреба звичайна (Xanthium strumarium)

## О
- Обліпиха звичайна (Hippophae rhamnoides або Hippophaë rhamnoides)
- Образки болотяні, білокрильник болотяний (Calla palustris)
- Овес посівний (Avena sativa)
- Огірок посівний (Cucumis sativus)
- Огірочник лікарський (Borago officinalis)
- Ожина звичайна (Rubus caesius)
- Олеандр звичайний (Nerium oleander)
- Оливник рожевий, родіола рожева (Rhodiola rosea)
- Оман верболистий (Inula salicina)
- Оман високий (Inula helenium)
- Омела звичайна або біла (Viscum album)
- Орлики звичайні (Aquilegia vulgaris)
- Водозбір звичайний (Aquilegia vulgaris) (аквілегія, орлики звичайні)
- Остудник голий (Herniaria glabra)
- Очанка (Euphrasia)
- Очиток їдкий (Sedum acre)

## П
- Падуб парагвайський, гостролист парагвайський, чай мате, yerba mate (Ilex paraguariensis)
- Папая, мамон (Carica papaya)
- Парило звичайне (Agrimonia eupatoria)
- Пасифлора, страстоцвіт (Passiflora)
- Паслін чорний (Solanum nigrum)
- Пастернак посівний (Pastináca sátiva)
- Пахуча трава (Anthoxanthum)
- Пеларгонія очиткова[en] (Pelargonium sidoides)
- Первоцвіт весняний (Primula veris або Primula officinalis)
- Перестріч гайовий (Melampyrum nemorosum)
- Перець каєнський, перець чилі, перець гострий, стручковий перець (Capsicum frutescens)
- Перець п'янкий, кава, кава-кава (Piper methysticum)
- Петрушка кучерява (Petroselinum crispum)
- Пижмо звичайне (Tanacetum vulgare)
- Півники болотяні (Iris pseudacorus)
- Підбіл звичайний (Tussilago farfara)
- Підліски звичайні, печіночниця звичайна (Anemone hepatica)
- Підмаренник чіпкий (Galium aparine)
- Підсніжник Воронова (Galanthus woronowii)
- Підсніжник (Galanthus)
- Пізньоцвіт осінній (Colchicum autumnale)
- Плакун верболистий (Lythrum salicaria)
- Платикодон (широкодзвоник) великоквітковий, кулькова квітка, китайський дзвіночок (Platycodon grandiflorus)
- Плаун колючий (Lycopodium annotinum)
- Плетуха звичайна (Calystegia sepium або Convolvulus sepium)
- Плодоріжка блощична, зозулинець блощичний (Anacamptis coriophora)
- Плодоріжка болотна, зозулинець болотний (Anacamptis palustris)
- Плодоріжка пірамідальна, зозулинець гостроверхий, анакамптис пірамідальний (Anacamptis pyramidalis)
- Плодоріжка салепова (Anacamptis morio)
- Плющ звичайний (Hedera helix або Hedera caucasigena)
- Повитиця європейська (Cuscuta europaea)
- Подорожник великий (Plantago major або Plantago borysthenica)
- Подорожник ланцетолистий (Plantago lanceolata)
- Полин гіркий (Artemisia absinthium)
- Померанець, бігара́дія, помара́нча, помара́нч (Citrus × aurantium)
- Понцирус трилистий (Citrus trifoliata)
- Портулак городній (Portulaca oleracea)
- Приворотень звичайний (Alchemilla vulgaris)
- Алтея лікарська, проскурняк лікарський (Althaea officinalis)
- Птелея трилиста, в'язовик  (Ptelea trifoliata)
- Пужник голий (Turritis glabra)
- Пухівка широколиста (Eriophorum latifolium)
- Пшениця м'яка, пшениця звичайна, хлібна пшениця (Triticum aestivum)
- Пшінка весняна, жовтець-пшінка (Ficaria verna або Ranunculus ficaria)

## Р
- Ранник вузлуватий (Scrophularia nodosa)
- Ребрик звичайний, гармала звичайна (Peganum harmala)
- Редька городня, редька посівна (Raphanus sativus)
- Реп'яшок пряморогий (Ceratocephala testiculata)
- Римський роман благородний, ромашка лікарська (Anthemis nobilis)
- Рицина звичайна (Ricinus)
- Ріжки пурпурові або маткові (Claviceps purpurea)
- Родовик лікарський (Sanguisorba officinalis)
- Рожа садова, рожа рожева (Alcea rosea)
- Розмарин (Rosmarinus officinalis)
- Розрив-трава, бальзамін (Impatiens)
- Розторопша плямиста (Silybum marianum)
- Розхідник звичайний (Glechoma hederacea) (собача м'ята)
- Ромашка лікарська (Matricaria recutita)
- Росичка круглолиста (Drosera rotundifolia)
- Руелія[en] (Ruellia tuberosa)
- Рутвиця орликолиста (Thalictrum aquilegifolium)
- Рутка лікарська (Fumaria officinalis)
- Ряска мала (Lemna minor)

## С
- Салат компасний, латук дикий, латук компасний, кокиш (Lactuca serriola)
- Самосил звичайний або гайовий (Teucrium chamaedrys)
- Самосил часниковий (Teucrium scordium)
- Сантал білий (Santalum album)
- Сантоліна кипарисоподібна (Santolina chamaecyparissus)
- Свербіжниця польова (Knautia arvensis або Scabiosa arvensis)
- Селера пахуча, селера звичайна (Apium graveolens)
- Сенна олександрійська, касія гостролиста, олександрійський лист (Senna alexandrina)
- Серпій увінчаний (Serratula coronata або Serratula wolfii)
- Синюха повзуча[en] (Polemonium reptans)
- Синяк звичайний (Echium vulgare)
- Ситник розлогий (Juncus effusus)
- Скополія карніолійська, га́ласове зі́лля (Scopolia carniolica)
- Смілка широколиста (Silene alba), смілка широколиста (Silene latifolia), меландріум білий (Melandrium album), оберна широколиста (Oberna behen), куколиця біла
- Смілка широколиста (Silene latifolia)
- Смовдь руська (Peucedanum ruthenicum, P. officinale або P. besserianum)
- Смородина чорна (Ribes nigrum)
- Собача кропива (Leonurus)
- Собаче мило лікарське (Saponaria officinalis )
- Сокирки польові (Consolida regalis)
- Солодиця звичайна, багатоніжка звичайна (Polypodium vulgare)
- Солодкий корінь голий (Glycyrrhiza glabra)
- Софора японська (Styphnolobium japonicum)
- Спориш звичайний (Polygonum avicular)
- Стокротки багаторічні (Béllis perénnis)
- Стручковий перець звичайний, соло́дкий пе́рець, па́прика, болга́рський пе́рець (Capsicum annuum)
- Суниці лісові (Fragaria vesca)
- Суріпиця звичайна (Barbaréa vulgáris)
- Сухоребрик лікарський (Sisymbrium officinale)
- Сарака індійська[en] (Saraca indica)

## Т
- Талабан польовий (Thlaspi arvense)
- Татарник звичайний (Onopordum acanthium або Onopoidon acanthium)
- Терен колючий (Prunus spinosa або Prunus moldavica)
- Тирлич жовтий, джинджура (Gentiana lutea)
- Тирлич-свічурник (Gentiana asclepiadea)
- Тополя чорна (Populus nigra)
- Туласі, васи́льок тонкоцвітний, васи́льок священний (Ocimum tenuiflorum)
- Тютюн (Nicotiana)

## У
- Ункарія повстиста[en], котячий кіготь (Uncaria tomentosa)

## Ф
- Фенхель звичайний (Foeniculum vulgare)
- Фіалка триколірна (Viola tricolor)
- Фізаліс звичайний (Physalis alkekengi)

## Х
- Хвилівник звичайний (Aristolochia clematitis)
- Хвощ польовий (Equisetum arvense)
- Хінне дерево (Cinchona)
- Хміль звичайний (Humulus lupulus)
- Хна, хенна (Lawsonia inermis)
- Холодок лікарський (Asparagus officinalis)
- Хрестовий корінь лікарський, кнік бенедиктинський, хрестовий корінь бенедиктинський (Cnicus benedictus)
- Хрін звичайний (Armoracia rusticana)

## Ц
- Цибуля городня (Allium cepa)
- Цикламен європейський (Cyclamen repandum, Cyclamen vernum, Cyclamen europaeum)
- Цикорій дикий, петро́ві батоги́ (Cichorium intybus)
- Цикута отруйна, віх отруйний (Cicuta virosa)
- Цмин пісковий, соло́м'янка піскова́ (Helichrysum arenarium)

## Ч
- Чабер садовий, чабе́р горо́дній, чабе́р запашни́й (Satureja hortensis)
- Березовий гриб, чага (Inonotus obliquus)
- Чай (Camellia sinensis)
- Чаполоч пахуча (Hierochloë odorata)
- Часник ведмежий, цибуля ведмежа (Allium ursinum)
- Часник (Allium sativum)
- Частуха подорожникова (Alisma plantago-aquatica)
- Чебрець повзучий або плазкий (Thymus serpyllum)
- Чебрець садовий, тим'ян (Thymus vulgaris)
- Чемериця зеленоцвіта або Лобеля (Veratrum lobelianum)
- Чемерник червонуватий (Helleborus purpurascens)
- Череда тридільна (Bidens tripartita)
- Чина лучна (Lathyrus pratensis)
- Чистець болотяний (Stachys palustris)
- Чистець лісовий (Stachys sylvatica)
- Чистотіл звичайний, бородавник звичайний (Chelidonium majus)
- Чорниця звичайна (Vaccinium myrtillus)
- Чорнобривці розлогі (Tagetes patula)
- Чорнокорінь лікарський (Cynoglossum officinale)
- Чорнушка посівна, чорнушка сійна, кмин чорний (Nigella sativa)

## Ш
- Шавлія лікарська (Salvia officinalis)
- Шандра звичайна (Marrubium vulgare)
- Шафран, крокус (Crocus)
- Шипшина корична або травнева (Rosa majalis або Rosa cinnamomea sensu)
- Шовковиця біла (Morus alba)
- Шоломниця звичайна (Scutellaria galericulata)

## Щ
- Щавель кислий (Rumex acetosa)
- Щавель кінський (Rumex confertus)
- Щавель кучерявий (Rumex crispus)
- Щириця загнута або звичайна (Amaranthus retroflexus)
- Щитник чоловічий, папороть чоловіча (Dryopteris filix-mas )

## Я
- Ялина європейська (смерека) (Picea abies)
- Ялівець звичайний (Juniperus communis)
- Ясен звичайний (Fraxinus excelsior)

## A-Z
- Allaeanthus kurzii[en] (Allaeanthus kurzii або Broussonetia kurzii)
- Cayaponia espelina[en] (Cayaponia espelina)
- Chrysopogon zizanioides (Chrysopogon zizanioides)
- Cissampelos pareira[en] (Cissampelos pareira)
- Cypripedium parviflorum[en] (Cypripedium parviflorum)
- Echinopsis pachanoi (Echinopsis pachanoi)
- Eriodictyon crassifolium[en], Yerba Santa (Eriodictyon crassifolium)
- Euphorbia hirta (Euphorbia hirta)
- Piscidia erythrina[en] (Piscidia erythrina) / Piscidia piscipula[en] (Piscidia piscipula)
- Reichardia tingitana[en] (Reichardia tingitana)
- Sesuvium portulacastrum[en] (Sesuvium portulacastrum)
- Stachytarpheta cayennensis[en] (Stachytarpheta cayennensis)
- Tradescantia zebrina[en] (Tradescantia zebrina)
- Trema orientalis[en] (Trema orientalis)
- Turnera subulata[en] (Turnera subulata)
- Xanthoparmelia scabrosa[en] (Xanthoparmelia scabrosa)
- Youngia japonica[en] (Youngia japonica)